# الدخلة (جبلة)

تعديل مصدري - تعديل

الدخلة هي إحدى قرى عزلة الشهلي بمديرية جبلة التابعة لمحافظة إب، بلغ تعداد سكانها 460 نسمة حسب تعداد اليمن لعام 2004.